# BG/BRG Knittelfeld
Das Bundesgymnasium und Bundesrealgymnasium Knittelfeld steht in der Kärntner Straße Nr. 5 in der Stadtgemeinde Knittelfeld im Bezirk Murtal in der Steiermark.

## Geschichte
Seine k.u.k. Apostolische Majestät Franz Joseph I. bewilligte am 3. Mai 1903 die Gründung einer k.k. Staatsrealschule. Knittelfeld erhielt nach Leoben, wo schon 1862 eine Realschule eingerichtet wurde, wegen der Vergrößerung der Staatsbahnwerkstätten und der Ansiedlung der Draht- und Emailwerke den Zuschlag für die zweite Realschule in der Obersteiermark. Das Schulgeld betrug damals für öffentliche und private Schüler jährlich 60 Kronen, so wurde über die Anregung der Schuldirektion ein Verein zur Unterstützung dürftiger Schüler gegründet. Zum ersten Schuljahr 1903/1904 wurden 58 männliche Schüler aufgenommen, der Unterricht erfolgte in der Volksschule in der Kärntnerstraße. Die bekannte Frauenrechtlerin Marianne Hainisch wurde um Intervention bei der Wiener Zentralstelle gebeten, zum Schuljahr 1905/1906 wurde erstmals ein Mädchen aufgenommen.
Am 1. Juli 1907 fand in der Kanzlei des k.k. Bezirkshauptmannes in Judenburg die erste Sitzung des Baukomitees für ein eigenes Schulgebäude statt, am 8. Juli 1907 erfolgte der Spatenstich. Mit Erlass des k.k. steiermärkischen Landesschulrates vom 16. August 1908 wurde der Beginn des Schuljahres 1908/1909 ausnahmsweise auf den 5. Oktober verlegt; zumal das Schulgebäude baulich noch nicht vollendet war, wurde auch auf eine feierliche Eröffnung verzichtet. Im Ersten Weltkrieg war der Turnsaal für die Einlagerung von Getreide und Mehl beschlagnahmt, von 1918 bis 1921 blieb die Schule wegen Kohlenmangel im Winter für einige Wochen geschlossen. Ab 1920 entstanden aus Kostengründen politische Diskussionen im Gemeinderat, um die Schule zu schließen, am 11. Juli 1923 entstand gar ein Gemeindebeschluss auf Beantragung um Auflassung der Realschule beim Ministerium, die Schülerzahl sei gering und man benötige das Gebäude für eine Bürgerschule, nach der Gemeinderatssitzung waren Gerichtsprozesse wegen Ehrenbeleidigungen anhängig, zur Schließung der Schule kam es nicht. Von 1921 an konnte die Schule den großen Sportplatz des deutschen Turnvereines in der Kärntner Straße benützen.
Im Zuge einer Schulreform wurde 1927 die Bundes-Realschule in ein Realgymnasium umgewandelt, die Schulzeit dauerte nun acht Jahre und endete nun mit einer Matura für die Möglichkeit eines Studiums, ab der ersten Klasse wurde nun Latein unterrichtet und ab der Oberstufe kam eine weitere Fremdsprache dazu. Im Schuljahr 1934/1935 umfasste die Schule erstmals acht Klassen. 1934 (?) fand keine Matura statt. Am 25. Oktober 1936 nahm die Schule bei der Einweihung der renovierten Mariensäule auf dem Hauptplatz teil, mit der Ersten Republik Viktor-Adler-Platz und mit dem Ständestaat Kanzler-Dollfuß-Platz genannt. Am 6. Juni 1937 wurde im Stiegenhaus des Schulgebäudes in Anwesenheit des Landesführers der Vaterländischen Front eine Gedenktafel an Engelbert Dollfuß enthüllt.
Im Zuge vom „Anschluss Österreichs“ an Hitler-Deutschland war die Schule mit der Fahne des Dritten Reiches beflaggt. Der Direktor wurde abgesetzt und in „Schutzhaft“ genommen. Die Schule vor 1938 wurde nun als „Strafanstalt“ bezeichnete, weil einige Lehrer mit nationalsozialistischem Gedankengut zwischen 1934 und 1938 nach Knittelfeld strafversetzt wurden. Im Herbst 1938 wurde das Realgymnasium eine „Oberschule für Jungen“. Nach dem Weltkrieg 1945 bis Februar 1946 wurde das Erdgeschoß der Schule von britischen Besatzungssoldaten genutzt. Ab 1946 gab es in der Schule eine Schülerausspeisung mit Lebensmittelhilfe der UNICEF und aus der Schweiz. Im September 1947 wurde das Schuljahr nicht begonnen, weil es seit Juli eine epidemische Erkrankungen mit Kinderlähmung gab, erst im Oktober 1947 wurde der Unterricht begonnen. Für die Beheizung der Schule zogen die Schüler in den Nachkriegsjahren selbst in den Gemeindewald, um Heizholz zu schlagen.
Zum Schuljahr 1963/1964 wurde die Schule in ein Bundesgymnasium und Bundesrealgymnasium umgewandelt. 1969 begannen bauliche Umbauten und Zubauten mit ausgelagerten Klassen, kurz im alten Amtshaus, danach in einer Baracke in der Gaalerstraße und 1984 im Bundesschulorganisationszentrum in der Leitnerstraße.

## Architektur
Das Schulgebäude aus 1907/1908 an der Kärntner Straße Ecke Schmittstraße nach den Plänen des Stadtbaumeisters Theodor Henn zeigt ein symmetrisches langgestrecktes Gebäude mit einem leichten Mittelrisalit mit Ziergiebel und einem abgesetzten Untergeschoß, die Fassade ist mit Putzquadern und Pfeilerflächen gegliedert. Obwohl das Gebäude im Zweiten Weltkrieg durch Bombentreffer im Schulhof und Schulgarten nur geringe Schäden erlitt, wurden von 1969/1973 der Fassadenschmuck wie zwei Reliefs Löwenköpfe und der Giebel mit dem Relief Doppeladler des Kaiserreiches Österreich abgeschlagen und entfernt. Die Gestaltung des Stiegenhauses im Jugendstil blieb erhalten. Von 2000 bis 2001 wurde das Schulgebäude generalsaniert.

## Auszeichnungen
- 1999 UNESCO-Projektschule[4]
- 2000 Pädagogischer Panther

## Direktoren
- um 1904 Johann Wehr
- um 1910 Gustav Temper
- Wilhelm Schnedl
- Bernd Pristauz
- 2003 Peter Kassal
- 2017 Margit Lammer
- um 2019 Ursula Schriefl
- um 2021 Jörg Ladstätter